# Pholiota tilopus
Pholiota tilopus är en svampart som först beskrevs av Kalchbr. & MacOwan, och fick sitt nu gällande namn av D.A. Reid 1975. Pholiota tilopus ingår i släktet tofsskivlingar och familjen Strophariaceae.   Inga underarter finns listade i Catalogue of Life.